# Carole Jackson
 (juillet 2024).
La mise en forme du texte ne suit pas les recommandations de Wikipédia : il faut le « wikifier ».
Les points d'amélioration suivants sont les cas les plus fréquents. Le détail des points à revoir est peut-être précisé sur la page de discussion.
- Les titres sont pré-formatés par le logiciel. Ils ne sont ni en capitales, ni en gras.
- Le texte ne doit pas être écrit en capitales (les noms de famille non plus), ni en gras, ni en italique, ni en « petit »…
- Le gras n'est utilisé que pour surligner le titre de l'article dans l'introduction, une seule fois.
- L'italique est rarement utilisé : mots en langue étrangère, titres d'œuvres, noms de bateaux, etc.
- Les citations ne sont pas en italique mais en corps de texte normal. Elles sont entourées par des guillemets français : « et ».
- Les listes à puces sont à éviter, des paragraphes rédigés étant largement préférés. Les tableaux sont à réserver à la présentation de données structurées (résultats, etc.).
- Les appels de note de bas de page (petits chiffres en exposant, introduits par l'outil «  Source ») sont à placer entre la fin de phrase et le point final[comme ça].
- Les liens internes (vers d'autres articles de Wikipédia) sont à choisir avec parcimonie. Créez des liens vers des articles approfondissant le sujet. Les termes génériques sans rapport avec le sujet sont à éviter, ainsi que les répétitions de liens vers un même terme.
- Les liens externes sont à placer uniquement dans une section « Liens externes », à la fin de l'article. Ces liens sont à choisir avec parcimonie suivant les règles définies. Si un lien sert de source à l'article, son insertion dans le texte est à faire par les notes de bas de page.
- La présentation des références doit suivre les conventions bibliographiques. Il est recommandé d'utiliser les modèles {{Ouvrage}}, {{Chapitre}}, {{Article}}, {{Lien web}} et/ou {{Bibliographie}}. Le mode d'édition visuel peut mettre en forme automatiquement les références.
- Insérer une infobox (cadre d'informations à droite) n'est pas obligatoire pour parachever la mise en page.

Pour une aide détaillée, merci de consulter Aide:Wikification.
Si vous pensez que ces points ont été résolus, vous pouvez retirer ce bandeau et améliorer la mise en forme d'un autre article.
Pour les articles homonymes, voir Jackson.
Carole Jackson (née en 1942) est une ancienne consultante en couleurs qui a développé l'analyse des couleurs saisonnières ou la colorimétrie saisonnière, un système permettant de conseiller quelles couleurs une personne devrait porter pour paraître la plus attrayante en fonction de son teint,.

## Color Me Beautiful (Colore-moi joliment)

### Années 1970
Jackson a développé le système dans les années 1970 après avoir étudié la théorie des couleurs et écrit Color Me Beautiful (1980), qui fut un best-seller au début des années 1980,,,. En 1983, il en était à sa 31e édition ; aujourd'hui encore, le livre est toujours imprimé et vendu dans le monde entier,. Le système de Jackson était basé sur les travaux de Johannes Itten,, Belle Northrup (en) et Harriet Tilden McJimsey (en).
Elle a créé une entreprise de conseil pour conseiller les gens sur les couleurs à porter à Bedford, New York, puis l'a transférée à McLean, en Virginie, et a permis à d'autres consultants d'utiliser le système. Le concept est devenu populaire ; il n'était pas rare que les gens se demandent : « Avez-vous fait faire votre colorimétrie ? » ,. Dans les années 1980, GQ comparait même le fait de connaître « votre colorimétrie »  à connaître votre signe astrologique. Selon le Washington Post, en 1982, l'entreprise a rapporté 2,5 millions de dollars.
Le système d'analyse des couleurs (ou le système de colorimétrie) divise les personnes en quatre groupes saisonniers en fonction de leurs tons de peau, chaque groupe étant invité à porter une certaine palette de couleurs. Les hivers et les étés sont ceux qui ont un sous-ton froid, tandis que les printemps et les automnes ont un sous-ton chaud. Si vous êtes catégorisé dans la saison "hiver", il est conseillé de porter des couleurs riches et saturées telles que le noir, le blanc, le rouge froid, le fuchsia et le bleu cobalt. Il est conseillé aux automnes de porter du marron, de l'orange, du vert olive, du bleu sarcelle foncé et du marron. En été, il est conseillé de porter du rose cendré, du gris, du bleu bleuet, de la lavande et du taupe. Il est conseillé aux printemps de porter du corail, du bleu sarcelle brillant, de l'or, du camel et du vert citron,. Jackson s'est auto-catégorisée dans la saison hiver. Jackson divise en outre les gens en personnalités de style, un concept issu du travail de McJimsey, donnant des conseils sur l'habillement pour améliorer le type de corps et la forme du visage,.

### Années 2020
Le concept d’analyse des couleurs a reçu une nouvelle attention au début des années 2020, devenant un phénomène viral sur TikTok,,,.

## Réception
GQ en 2023 a qualifié Color Me Beautiful de « référence » (seminal).
Les critiques du travail de Jackson dans les années 1980 incluaient des arguments selon lesquels « n'importe quelle femme peut porter du noir ». Les critiques des années 2020 incluent le fait que le livre utilise un langage daté concernant le genre et que le livre original se concentrait principalement sur les Blancs et assignait toutes les personnes de couleur à la catégorie hiver,.

## Vie privée
Jackson est la fille de Jean Elizabeth Halliburton, journaliste, et d'Arnold Stevens.